# Philip Oakey

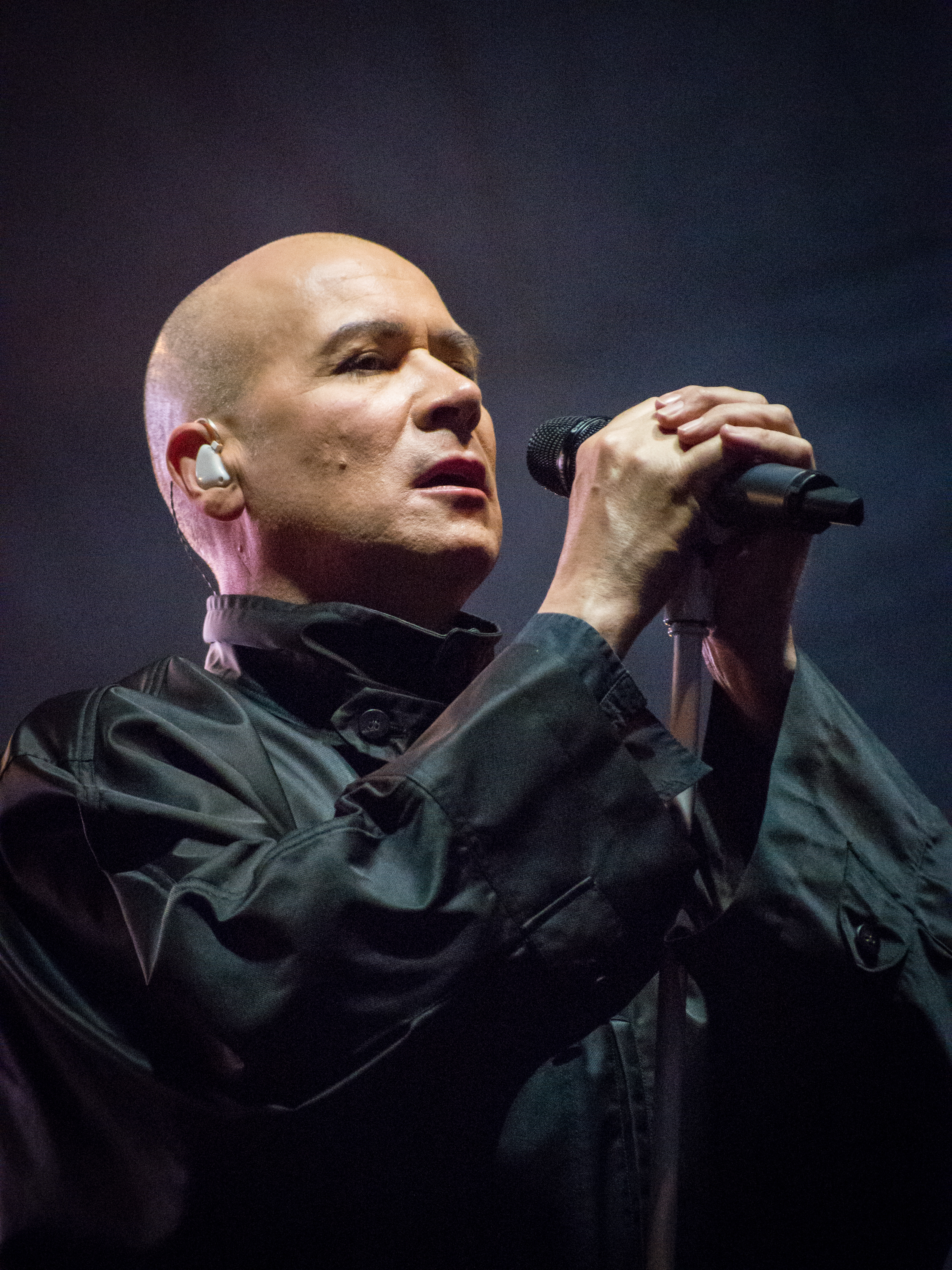
Philip Oakey (2014)

Philip „Phil“ Oakey (* 2. Oktober 1955 in Sheffield, England) ist ein britischer Musiker, der als Leadsänger der Gruppe The Human League bekannt wurde.

## Leben und Wirken
Als Oakey der Band beitrat, war seine eigentliche Rolle nicht definiert, erst durch den Songtext für Being Boiled festigte sich seine Position. Noch vor der ersten Plattenaufnahme im Sommer 1978 stieg Sänger Adi Newton aus und Oakey übernahm den Gesangspart. Oakeys asymmetrischer Haarschnitt – eine Hälfte kurz, die andere fast schulterlang – war in der Entwicklung der Frisuren in den 1980er Jahren wegweisend. Mitte des Jahrzehnts waren asymmetrische Haarschnitte sehr populär geworden, wobei der von Oakey als der „vielleicht schlechteste Haarschnitt von allen“ bezeichnet wird.
In Zusammenarbeit mit Giorgio Moroder folgte 1984 Oakeys bekanntestes Lied, Together In Electric Dreams, das in den UK-Charts bis auf Rang 3 kletterte und mit einer Platin-Schallplatte ausgezeichnet wurde. Die Nachfolge-Single Goodbye Bad Times erreichte 1985 lediglich Platz 44, die gemeinsame LP Chrome stieg bis auf Platz 52 der UK-Charts.

## Diskografie
Für seine Veröffentlichungen mit The Human League siehe The Human League/Diskografie.
Alben
- 1985: Philip Oakey & Giorgio Moroder – Philip Oakey & Giorgio Moroder (A&M Records)

Singles
- 1984: Giorgio Moroder with Philip Oakey – Together In Electric Dreams (Virgin, UK: Platin)[2]
- 1985: Philip Oakey and Giorgio Moroder – Good-Bye Bad Times (A&M Records)
- 1985: Philip Oakey & Giorgio Moroder – Be My Lover Now (Virgin)
- 1990: Respect with guest vocals by Phil Oakey – What Comes After Goodbye (Chrysalis)
- 2003: Kings Have Long Arms and Phil Oakey – Rock And Roll Is Dead (Twins Of Evil)
- 2003: Alex Gold feat. the vocals of Philip Oakey – L.A. Today (Xtravaganza Recordings)
- 2012: Hiem and Phil Oakey – 2AM (Nang Records)